# Centurions de Cologne (ELF)
Cet article concerne la nouvelle équipe de football américain évoluant en ELF. Pour l'ancienne équipe de la NFL Europa, voir Centurions de Cologne (NFL Europa).
Stade
Maillots
Saison en cours
Les Centurions de Cologne sont une franchise allemande de football américain créée en 2021, basée à Cologne en Allemagne et qui évolue en European League of Football.

## Histoire
En mars 2021, l'European League of Football annonce qu'une franchise basée à Cologne fera partie de sa saison inaugurale. En mars 2021, la ELF annonce avoir signé un accord avec la NFL l'autorisant à utiliser les noms d'équipes de l'ancienne NFL Europe  ce qui permet à la nouvelle franchise de Cologne de se dénommer officiellement Cologne Centurions.

## Stade
L'équipe joue ses matchs à domicile au Südstadion construit en 1973 et d'une capacité de 11 747 places.

## Saison par saison
| Saison | Saison régulière | Saison régulière | Saison régulière | Saison régulière | Saison régulière | Saison régulière | Saison régulière | Saison régulière | Classement          | Phase finale                                         |
| ------ | ---------------- | ---------------- | ---------------- | ---------------- | ---------------- | ---------------- | ---------------- | ---------------- | ------------------- | ---------------------------------------------------- |
| Saison | Nb               | V                | D                | N                | %                | +                | -                | ≠                | Classement          | Phase finale                                         |
| 2021   | 10               | 5                | 5                | 0                | 50,0             | 310              | 365              | -055             | 2e division Sud     | Défaite 6-36 en ½ finale contre les Frankfurt Galaxy |
| 2022   | 12               | 3                | 9                | 0                | 25,0             | 301              | 473              | -172             | 3e conférence Sud   | Non qualifié                                         |
| 2023   | 12               | 4                | 8                | 0                | 33,3             | 186              | 328              | -142             | 5e conférence Ouest | Non qualifié                                         |
| 2024   | Saison en cours  | Saison en cours  | Saison en cours  | Saison en cours  | Saison en cours  | Saison en cours  | Saison en cours  | Saison en cours  | Saison en cours     | Saison en cours                                      |
| Totaux | 34               | 12               | 22               | 0                | 35,3             | 797              | 1 166            | -369             | -                   | 1 participation, 0 titre                             |